# Margo Jefferson
Margo Lillian Jefferson (Chicago, 17 ottobre 1947) è una scrittrice e giornalista statunitense.

## Biografia
Margo Lillian Jefferson nasce il 17 ottobre 1947 a Chicago da Ronald e Irma Jefferson.
Ottiene un B.A. in Letteratura Inglese e Americana alla Brandeis University nel 1968 e un M.S. alla Columbia University Graduate School of Journalism nel 1971.
Insegnante presso la Columbia University School of the Arts, è autrice di due memoir: l'autobiografia Negroland del 2015 e una controversa biografia, Su Michael Jackson, del 2006.
Tra i riconoscimenti letterari e giornalistici ottenuti si segnalano un Premio Pulitzer nel 1995 per le recensioni di libri e la critica culturale e un National Book Critics Circle Award nel 2015 per Negroland.
Giornalista per il New York Times e il Newsweek, suoi articoli sono apparsi in numerosi periodici quali il New York Magazine, Grand Street, Vogue, e  Harper’s.

## Opere (parziale)

### Biografie
- Su Michael Jackson (On Michael Jackson, 2006), Roma, 66thand2nd, 2019 traduzione di Sara Antonelli ISBN 978-88-329-7079-1.

### Autobiografia
- Negroland (Negroland: A Memoir, 2015), Roma, 66thand2nd, 2017 traduzione di Sara Antonelli ISBN 978-88-98970-91-9.
- Constructing a Nervous System (2022)

## Premi e riconoscimenti
- Premio Pulitzer per il miglior giornalismo di critica: 1995 per le recensioni di libri e gli articoli di critica culturale
- Guggenheim Fellowship: 2008[7]
- National Book Critics Circle Award: 2015 migliore biografia con Negroland
- Premio letterario Windham–Campbell per la saggistica: 2022[8]
- Premio Rathbones Folio: 2023 nella sezione "Saggistica" e "Vincitrice assoluta" con Constructing a Nervous System[9]